# Acrolophus
Acrolophus là một chi bướm đêm thuộc họ Acrolophidae.

## Hình ảnh

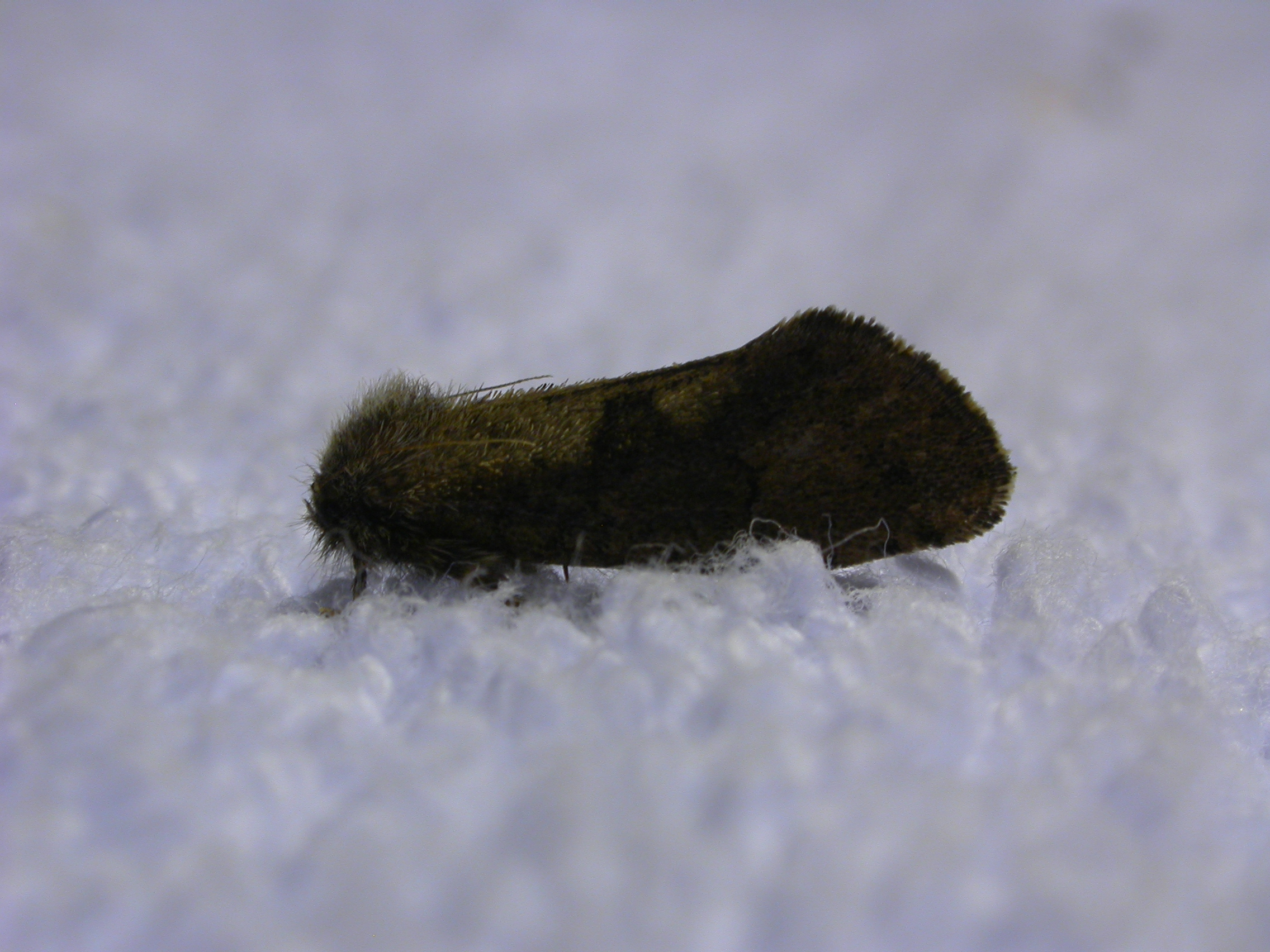